# Тайрос-1
«Тайрос-1» (англ. TIROS 1, Television and InfraRed Observation Satellite, укр. супутник телевізійного й інфрачервоного спостереження), інша назва «Тайрос-Ей» (англ. TIROS-A) — американський метеорологічний супутник. Перший у світі метеорологічний супутник.

## Опис
Апарат був призмою з вісімнадцятикутною основою з алюмінієвого сплаву і нержавіючої сталі діаметром 107 см, висотою 48 см, масою 112,5 кг. На зміцнені нижній основі розташовувалась більшість систем. Нагорі розташовувалась антена для прийому наземних команд. У нижній частині діагонально відносно основи розташовувались чотири дипольні антени для передачі телеметрії на частоті 235 МГц. Ззовні апарат був вкритий 9200 сонячними елементами розміром 1×2 см, що використовувались для заряджання 21 нікель-кадмієвої батареї. Навколо нижньої основи було змонтовано п'ять діаметрально опозитних пар невеликих твердопаливних двигунів для підтримки швидкості обертання 8—12 обертів на хвилину, що стабілізувало апарат у польоті.
Супутник мав дві телевізійні камери з відиконами діаметром 1,27 см, широкого і вузького кутів огляду, для передачі зображень хмарного покриву Землі. Зображення в зонах прийому передавались на приймальні наземні станції, під час несприятливої погоди і поза станціями дані записувались на бортовий плівковий магнітофон для передачі згодом.

## Політ
1 квітня 1960 року об 11:40 UTC ракетою-носієм Тор-Ейбл-2 з космодрому Канаверал відбувся запуск апарата «Тайрос-1». 15 червня 1960 року внаслідок збою в системі живлення припинились передачі телевізійних зображень. Апарат передав 22 952 зображень хмар. Супутник досі перебуває на орбіті.